# Lokje
Lokje (Toupet in de oorspronkelijke Franse versie) is een Franse stripreeks die begonnen is in maart 1989 met Christian Godard als schrijver en Albert Blesteau als tekenaar. Het is een humorreeks voor alle leeftijden. Titelpersonage Lokje is een peuter met een opvallend blond kapsel en een blauw pakje die allerlei kattekwaad uithaalt.

## Albums
Alle albums werden geschreven door Christian Godard, getekend door Albert Blesteau en uitgegeven door Dupuis.
1. Lokje slaat door
2. Lokje zet de boel op stelten
3. Lokje slaat alle kijkcijfers
4. Lokje breekt de tent af
5. Uit de veren
6. Alle stoppen slaan door
7. Vloert zijn tegenstanders
8. Hartenbreker
9. Lokje zwaait de scepter
10. Laat van zich horen
11. Lokje legt alles lam
12. Een brandend verlangen
13. Lokje maakt het bont
14. Lokje laat ze een poepje ruiken
15. Lokje stevig in het zadel
16. Lokje slaat een hoge toon aan
17. Lokje krijgt levenslang
18. (Strike à mort)